# چوکورکویو (بیات)
چوکورکویو (به ترکی استانبولی: Çukurkuyu) یک منطقهٔ مسکونی در ترکیه است که در بیات (افیون قره‌حصار) واقع شده‌است.